# FIFA 17
FIFA 17 es un videojuego de fútbol desarrollado por Electronic Arts y publicado por EA Sports. Es el 24.º de la serie y salió a la venta el 28 de septiembre del 2016 en Norteamérica y el 29 de septiembre para el resto del mundo. Éste fue el primer juego de la FIFA en la serie en emplear el motor de juego Frostbite. Además, fue el primer videojuego de la serie que contó con la aparición e interacción de entrenadores de fútbol, y con la incorporación del modo historia (The Journey), protagonizado por el futbolista ficticio Alex Hunter. El 21 de julio de 2016, Marco Reus fue elegido para ser la imagen de la portada oficial del videojuego."

## Novedades
El 23 de junio de 2016, EA Sports anunció que la J1 League y la Copa J. League de Japón, se integrarán al juego por primera vez en su historia y además, se incorporará el Estadio de Suita (nuevo estadio del club Gamba Osaka), como nuevo estadio licenciado del juego.
El 1 de septiembre del 2016, EA Sports confirmó la vuelta del Campeonato Brasileño de Serie A en el modo carrera, pero solo con 18 de los 20 equipos que conforman la liga, ya que Corinthians y Flamengo son exclusivos de Konami (Pro Evolution Soccer), más 5 equipos que se encuentran en la Serie B, estarán disponibles en el apartado "Resto del mundo".

### Modo historia (The Journey/El camino)
Este nuevo modo de juego está centrado en el personaje de Alex Hunter, un talentoso joven inglés de 17 años que sueña con convertirse en una estrella del fútbol. El jugador podrá controlar la carrera de Hunter desde su lucha por ganarse un puesto en algún equipo de la Premier League, hasta su primera convocatoria a la selección nacional, así como aspectos de su vida personal, como su amistad/rivalidad con su amigo de infancia y también futbolista Gareth Walker. La historia de The Journey es una trilogía, cuyas partes segunda y tercera fueron incluidas en FIFA 18 y FIFA 19, respectivamente.
The Journey fue anunciado el día 12 de junio de 2016, en el canal oficial de EA Sports en YouTube, pero también se confirmó que no se incluiría en PlayStation 3 y Xbox 360 debido a limitaciones técnicas.

#### Trama de The Journey/El camino
Alex Hunter es un futbolista inglés ficticio de 17 años proveniente del barrio de Clapham en Londres. El abuelo de Hunter es el exdelantero Jim Hunter, quien anotó 22 goles en la temporada 1968-69 de la liga inglesa. Bajo la guía de su abuelo, el objetivo de Hunter es jugar como futbolista en la Premier League. La historia comienza con un partido de fútbol entre dos equipos infantiles, uno de los cuales presenta a Hunter y su mejor amigo, Gareth Walker. Después de una tanda de penaltis en la que Hunter o Walker anota el gol ganador, un explorador comenta sobre el talento de Alex Hunter a Jim Hunter. Siete años después, Alex Hunter y Gareth Walker asumen la prueba que puede fallar dependiendo de cómo se desempeña Alex Hunter. Si el jugador falla, tendrá que rehacer la prueba. De tener éxito, Hunter firma con un club de la Premier League. Hunter pronto se entera de que Walker se ha unido al mismo club.
Ambos jugadores asisten a la gira de pretemporada del club por los Estados Unidos, donde juegan contra el Real Madrid, el Borussia Dortmund y el Paris Saint-Germain. En la temporada regular, después de comenzar la mayoría de los juegos como sustituto, Alex Hunter es cedido a Newcastle United, Aston Villa o Norwich City como resultado de la importante firma de Harry Kane o Ángel Di María por parte del club matriz de Alex. Después de impresionar en préstamo en el Campeonato EFL, Hunter regresa a su club matriz solo para descubrir que Walker se fue a los rivales del club.
Después de regresar del préstamo, Hunter puede recibir ofertas de patrocinio de Adidas, cada una de las cuales se recibe cada vez que Hunter alcanza un hito de seguidores en el menú de redes sociales basado en Twitter del modo de juego. Los acuerdos incluyen guayos nuevos, una sesión de fotos y la posibilidad de aparecer en un anuncio de Adidas junto a Di María. Después de una temporada exitosa en el once inicial, Hunter comienza en la final de la FA Cup , en la que se enfrenta a Gareth Walker por segunda vez desde su salida del club. Antes del juego, Hunter y Walker se encuentran en el túnel. Independientemente del resultado, Walker y Hunter se dan la mano después del juego y se reconcilian. Más tarde, en el apartamento de Hunter, éste descubre que ha sido nombrado en la lista de posibles jugadores que serán convocados para la selección nacional de Inglaterra.

## Ligas
Las ligas incluidas en el juego son:
| Región o País           | Liga                           | Confederación |
| ----------------------- | ------------------------------ | ------------- |
| Alemania                | Bundesliga                     | UEFA          |
| Alemania                | 2. Bundesliga                  | UEFA          |
| Arabia Saudita          | Dawry Jameel                   | AFC           |
| Argentina               | Primera División (A)           | CONMEBOL      |
| Australia               | Hyundai A-League               | AFC           |
| Austria                 | T-Mobile Bundesliga            | UEFA          |
| Bélgica                 | Jupiler Pro League             | UEFA          |
| Brasil                  | Liga do Brasil Vuelve (B)      | CONMEBOL      |
| Chile                   | Campeonato Scotiabank          | CONMEBOL      |
| Colombia                | 1Liga Águila                   | CONMEBOL      |
| Corea del Sur           | K League Classic               | AFC           |
| Dinamarca               | Alka Superliga                 | UEFA          |
| Escocia                 | Scottish Premiership           | UEFA          |
| España                  | LaLiga Santander               | UEFA          |
| España                  | LaLiga                         | UEFA          |
| Estados Unidos y Canadá | Major League Soccer            | CONCACAF      |
| Francia                 | Ligue 1 Conforama              | UEFA          |
| Francia                 | Domino's Ligue 2               | UEFA          |
| Inglaterra              | Premier League                 | UEFA          |
| Inglaterra              | Sky Bet Championship           | UEFA          |
| Inglaterra              | Sky Bet League 1               | UEFA          |
| Inglaterra              | Sky Bet League 2               | UEFA          |
| Irlanda                 | SSE Airtricity League          | UEFA          |
| Italia                  | Calcio A (C)                   | UEFA          |
| Italia                  | Calcio B (D)                   | UEFA          |
| Japón                   | Meiji Yasuda J1 Nuevo          | AFC           |
| México                  | Liga Bancomer MX               | CONCACAF      |
| Noruega                 | Tippeligaen                    | UEFA          |
| Países Bajos            | Eredivisie                     | UEFA          |
| Polonia                 | T-Mobile Ekstraklasa           | UEFA          |
| Portugal                | Liga NOS (E)                   | UEFA          |
| Rusia                   | Russian Premier League         | UEFA          |
| Suecia                  | Allsvenskan                    | UEFA          |
| Suiza                   | Raiffeisen Super League        | UEFA          |
| Turquía                 | Süper Lig                      | UEFA          |
| Resto del Mundo         | MLS All-Stars Desbloqueable    | CONCACAF      |
| Resto del Mundo         | Adidas All-Stars Desbloqueable |               |
| Resto del Mundo         | Classic XI                     |               |
| Resto del Mundo         | Mundo XI                       |               |
| Grecia                  | Olympiacos                     | UEFA          |
| Grecia                  | Panathinaikos                  | UEFA          |
| Grecia                  | PAOK Salónica                  | UEFA          |
| Sudáfrica               | Kaizer Chiefs                  | CAF           |
| Sudáfrica               | Orlando Pirates                | CAF           |
| Ucrania                 | Shakhtar Donetsk               | UEFA          |
| Brasil                  | Goiás (B)                      | CONMEBOL      |
| Brasil                  | Criciúma (B)                   | CONMEBOL      |
| Brasil                  | Joinville (B)                  | CONMEBOL      |
| Brasil                  | Avaí (B)                       | CONMEBOL      |
| Brasil                  | Vasco da gama(B)               | CONMEBOL      |
| Finlandia               | HJK Helsinki Vuelve            | UEFA          |

Notas:
(A) = Solo el logotipo de la liga no está licenciado.
(B) = No tiene los jugadores reales.
(C) = Solo el nombre y logo de la Liga están sin licenciar.
(D) = El nombre y logo de liga están sin licenciar, además de todos los clubes, salvo los recién descendidos de la Serie A: Carpi, Frosinone y Hellas Verona, están sin licencia, pero con jugadores reales. Los nombres reales de los equipos genéricos son:
Ascoli P.F.C. (Ascoli), U.S. Avellino (Avellino), F.C. Bari (Bari), Benevento Calcio (Benevento), Brescia Calcio (Brescia), A.C. Cesena (Cesena), Virtus Entella (Chiavari), A.S. Cittadella (Cittadella), SPAL 2013 (Ferrara), Spezia Calcio (La Spezia), U.S. Latina Calcio (Latina), Novara Calcio (Novara), Perugia (Perugia), A.C. Pisa (Pisa), U.S. Salernitana (Salerno), Ternana Calcio (Terni), Trapani Calcio (Trapani), F.C. Pro Vercelli (Vercelli) y Vicenza Calcio (Vicenza).
(E) = La Liga NOS está completamente licenciada, con el logotipo de la Liga en sus camisetas. Sin embargo, los clubes recién ascendidos: GD Chaves y CD Feirense, además del CD Tondela están sin licenciar, y así aparecen en el juego respectivamente: (Chaves), (F. Santa María) y (Tondela).

## Selecciones nacionales

### Selecciones masculinas
El juego contará con 47 Selecciones nacionales de fútbol masculinas. Las selecciones que aparecen en el listado son las mismas que estuvieron presentes en FIFA 16, se recuperan las licencias de las selecciones de Bélgica y de Noruega y se licencia por primera vez a la selección de Chile.
| Confederación | Selección                      | Licencia   |
| ------------- | ------------------------------ | ---------- |
| UEFA          | Selección de Alemania          | Licenciada |
| UEFA          | Selección de Austria           | Licenciada |
| UEFA          | Selección de Bélgica           | Licenciada |
| UEFA          | Selección de Bulgaria          | Parcial    |
| UEFA          | Selección de Dinamarca         | Licenciada |
| UEFA          | Selección de Escocia           | Licenciada |
| UEFA          | Selección de Eslovenia         | Parcial    |
| UEFA          | Selección de España            | Licenciada |
| UEFA          | Selección de Finlandia         | Parcial    |
| UEFA          | Selección de Francia           | Licenciada |
| UEFA          | Selección de Gales             | Licenciada |
| UEFA          | Selección de Grecia            | Licenciada |
| UEFA          | Selección de Hungría           | Parcial    |
| UEFA          | Selección de Inglaterra        | Licenciada |
| UEFA          | Selección de Irlanda           | Licenciada |
| UEFA          | Selección de Irlanda del Norte | Licenciada |
| UEFA          | Selección de Italia            | Licenciada |
| UEFA          | Selección de Noruega           | Licenciada |
| UEFA          | Selección de Países Bajos      | Licenciada |
| UEFA          | Selección de Polonia           | Licenciada |
| UEFA          | Selección de Portugal          | Parcial    |
| UEFA          | Selección de República Checa   | Licenciada |
| UEFA          | Selección de Rumanía           | Parcial    |
| UEFA          | Selección de Rusia             | Parcial    |
| UEFA          | Selección de Suecia            | Licenciada |
| UEFA          | Selección de Suiza             | Parcial    |
| UEFA          | Selección de Turquía           | Licenciada |
| CONMEBOL      | Selección de Argentina         | Licenciada |
| CONMEBOL      | Selección de Bolivia           | Parcial    |
| CONMEBOL      | Selección de Brasil            | Licenciada |
| CONMEBOL      | Selección de Chile             | Licenciada |
| CONMEBOL      | Selección de Colombia          | Parcial    |
| CONMEBOL      | Selección de Ecuador           | Parcial    |
| CONMEBOL      | Selección de Paraguay          | Parcial    |
| CONMEBOL      | Selección de Perú              | Parcial    |
| CONMEBOL      | Selección de Uruguay           | Parcial    |
| CONMEBOL      | Selección de Venezuela         | Parcial    |
| CONCACAF      | Selección de Canadá            | Licenciada |
| CONCACAF      | Selección de Estados Unidos    | Licenciada |
| CONCACAF      | Selección de México            | Licenciada |
| CAF           | Selección de Camerún           | Parcial    |
| CAF           | Selección de Costa de Marfil   | Parcial    |
| CAF           | Selección de Egipto            | Parcial    |
| CAF           | Selección de Sudáfrica         | Parcial    |
| AFC           | Selección de Australia         | Licenciada |
| AFC           | Selección de China             | Licenciada |
| AFC           | Selección de la India          | Parcial    |

### Selecciones femeninas
El juego contará con 14 selecciones nacionales de fútbol femeninas. Las selecciones que aparecen en el listado son las mismas que estuvieron presentes en FIFA 16, con la excepción de dos nuevos combinados que aparecerán esta vez el juego, las selecciones femeninas de Países Bajos y Noruega, harán su debut en el FIFA 17.
| Confederación | Selección                                    | Licencia   |
| ------------- | -------------------------------------------- | ---------- |
| AFC           | Selección femenina de Australia              | Licenciada |
| AFC           | Selección femenina de China                  | Licenciada |
| CONCACAF      | Selección femenina de Canadá                 | Licenciada |
| CONCACAF      | Selección femenina de Estados Unidos         | Licenciada |
| CONCACAF      | Selección femenina de México                 | Licenciada |
| CONMEBOL      | Selección femenina de Brasil                 | Licenciada |
| UEFA          | Selección femenina de Alemania               | Licenciada |
| UEFA          | Selección femenina de España                 | Licenciada |
| UEFA          | Selección femenina de Francia                | Licenciada |
| UEFA          | Selección femenina de Inglaterra             | Licenciada |
| UEFA          | Selección femenina de Italia                 | Licenciada |
| UEFA          | Selección femenina de Noruega Nueva          | Licenciada |
| UEFA          | Selección femenina de los Países Bajos Nueva | Licenciada |
| UEFA          | Selección femenina de Suecia                 | Licenciada |

## Estadios
La novedad es que se pierde el Camp Nou, debido a que se vuelve exclusivo de PES, Olympique de Lyon se mudó al nuevo estadio Parc OL. Se añade también el estadio del recién ascendido Middlesbrough, el Riverside Stadium, y se integra también el Estadio Olímpico de Londres, porque el West Ham se mudó a dicho estadio, ya que el antiguo será demolido. Se incorpora también el Suita City Football Stadium del Gamba Osaka, debido a la incorporación de la Liga Japonesa. El resto de los estadios son los mismos que el FIFA 16.
La lista de estadios oficiales que incluirá FIFA 17 son:
| País           | Estadio                           | Club/es                              |
| -------------- | --------------------------------- | ------------------------------------ |
| Alemania       | Allianz Arena                     | Bayern München y 1860 München        |
| Alemania       | Borussia Park                     | Borussia Mönchengladbach             |
| Alemania       | Imtech Arena                      | Hamburgo S.V.                        |
| Alemania       | Olympiastadion                    | Hertha Berlín y Alemania             |
| Alemania       | Signal Iduna Park                 | Borussia Dortmund                    |
| Alemania       | Veltins-Arena                     | Schalke 04                           |
| Arabia Saudita | King Fahd Stadium                 | Al-Hilal y Al-Shabab                 |
| Arabia Saudita | King Abdullah Sports City         | Al-Ittihad y Al-Ahli                 |
| Argentina      | La Bombonera                      | Boca Juniors                         |
| Argentina      | El Monumental                     | River Plate y Argentina              |
| Canadá         | BC Place                          | Vancouver Whitecaps                  |
| España         | Mestalla                          | Valencia y España                    |
| España         | Santiago Bernabéu                 | Real Madrid                          |
| España         | Vicente Calderón                  | Atlético de Madrid                   |
| Estados Unidos | CenturyLink Field                 | Seattle Sounders FC y Estados Unidos |
| Francia        | Parc des Princes                  | Paris Saint-Germain y Francia        |
| Francia        | Stade Vélodrome                   | Olympique de Marsella                |
| Gales          | Liberty Stadium                   | Swansea City                         |
| Inglaterra     | Anfield                           | Liverpool                            |
| Inglaterra     | Britannia Stadium                 | Stoke City                           |
| Inglaterra     | Carrow Road                       | Norwich City                         |
| Inglaterra     | Emirates Stadium                  | Arsenal                              |
| Inglaterra     | Etihad Stadium                    | Manchester City                      |
| Inglaterra     | Goodison Park                     | Everton                              |
| Inglaterra     | King Power Stadium                | Leicester City                       |
| Inglaterra     | London Stadium Nuevo              | West Ham United                      |
| Inglaterra     | Old Trafford                      | Manchester United                    |
| Inglaterra     | Riverside Stadium Nuevo           | Middlesbrough                        |
| Inglaterra     | Selhurst Park                     | Crystal Palace                       |
| Inglaterra     | St James' Park                    | Newcastle United                     |
| Inglaterra     | St Mary's Stadium                 | Southampton                          |
| Inglaterra     | Stadium of Light                  | Sunderland                           |
| Inglaterra     | Stamford Bridge                   | Chelsea                              |
| Inglaterra     | The Hawthorns                     | West Bromwich Albion                 |
| Inglaterra     | Vicarage Road                     | Watford                              |
| Inglaterra     | Villa Park                        | Aston Villa                          |
| Inglaterra     | Vitality Stadium                  | Bournemouth                          |
| Inglaterra     | Wembley Stadium                   | Inglaterra                           |
| Inglaterra     | White Hart Lane                   | Tottenham Hotspur                    |
| Inglaterra     | KC Stadium                        | Hull City                            |
| Inglaterra     | Loftus Road                       | Queens Park Rangers                  |
| Inglaterra     | Turf Moor                         | Burnley                              |
| Inglaterra     | Fratton Park                      | Portsmouth                           |
| Italia         | San Siro                          | A.C. Milan e Inter de Milán          |
| Italia         | Juventus Stadium                  | Juventus                             |
| Italia         | Stadio Olimpico                   | Lazio, A.S. Roma e Italia            |
| Japón          | Suita City Football Stadium Nuevo | Gamba Osaka                          |
| México         | Estadio Azteca México             | Club América                         |
| Países Bajos   | Ámsterdam Arena                   | Ajax y Holanda                       |
| Ucrania        | Donbass Arena                     | Shakhtar Donetsk                     |
| Ficticios      | Al Jayeed Stadium                 |                                      |
| Ficticios      | Aloha Park                        |                                      |
| Ficticios      | Arena del Centenario              |                                      |
| Ficticios      | Arena D'Oro                       |                                      |
| Ficticios      | Court Lane                        |                                      |
| Ficticios      | Crown Lane                        |                                      |
| Ficticios      | Eastpoint Arena                   |                                      |
| Ficticios      | El Grandioso                      |                                      |
| Ficticios      | El Libertador                     |                                      |
| Ficticios      | Estadio de las Artes              |                                      |
| Ficticios      | Estadio El Medio                  |                                      |
| Ficticios      | Estadio Presidente G.Lopes        |                                      |
| Ficticios      | Euro Park                         |                                      |
| Ficticios      | FIWC                              |                                      |
| Ficticios      | Forest Park Stadium               |                                      |
| Ficticios      | Ivy Lane                          |                                      |
| Ficticios      | Molton Road                       |                                      |
| Ficticios      | O Dromo                           |                                      |
| Ficticios      | Sanderson Park                    |                                      |
| Ficticios      | Stade Municipal                   |                                      |
| Ficticios      | Stade Classico                    |                                      |
| Ficticios      | Stadion 23. Maj                   |                                      |
| Ficticios      | Stadion Europa                    |                                      |
| Ficticios      | Stadion Hanguk                    |                                      |
| Ficticios      | Stadion Neder                     |                                      |
| Ficticios      | Stadion Olympic                   |                                      |
| Ficticios      | Town Park                         |                                      |
| Ficticios      | Union Park Stadium                |                                      |
| Ficticios      | Waldstadion                       |                                      |

- Los estadios ficticios solo están disponibles para Microsoft Windows, Xbox One, Xbox 360, PS4 y PS3.
- Los estadios ficticios y sus países correspondientes están publicados por EA Sports en su cuenta de Twitter.

## Comentaristas
- Fernando Palomo y Mario Kempes son los comentaristas para la versión de Hispanoamérica.

- Para la versión de Estados Unidos y el Reino Unido hay dos parejas de comentaristas. Martin Tyler y Alan Smith conforman la que sale más frecuentemente y la otra la conforman Clive Tyldesley y Andy Townsend.

- Manolo Lama y Paco Gonzalez son los comentaristas para la versión española.

## Banda sonora
La lista de canciones incluidas en el juego son:
| - Balkan Beat Box - I Trusted U - Barns Courtney - Hobo Rocket - Bastille - Send Them Off! - Bayonne - Appeals - Beaty Heart - Slide To The Side - Beck - Up All Night - Bishop Briggs - Be Your Love - Bob Moses - Tearing Me Up (RAC Mix) - Capital Cities - Vowels - Catfish And The Bottlemen - Postpone - Charlie Stone - Fissure - Ceci Bastida - Un Sueño feat. Aloe Blacc - Compass: Mexican Institute Of Sound + Toy Selectah - Explotar feat. Rob Birch, Kool A.D., Emicida, Maluca - Declan McKenna - Isombard - Digitalism - Shangri-La - DMA's - Play It Out - Empire Of The Sun - High And Low - Formation - Pleasure - Glass Animals - Youth - Grouplove - Don’t Stop Making It Happen - HUNTAR - Anyway - Jack Garratt - Surprise Yourself - Jagwar Ma - O B 1 - KAMAU - Jusfayu feat. No Wyld - Kasabian - Comeback Kid - Kygo - Raging feat. Kodaline | - Lemaitre - We Got U feat. The Knocks - Lewis Del Mar - Painting (Masterpiece) - Lola Coca - Love Songs - LOYAL - Moving As One - Lucius - Almighty Gosh - NGOD - Blue - Oliver - Electrify feat. Scott Mellis - Paper Route - Chariots - Paul Kalkbrenner - (Let Me Hear You) Scream - Phantogram - Same Ol Blues - Porter Robinson & Madeon - Shelter - Rat Boy - Get Over It - Rocco Hunt - Sto Bene Così - SAFIA - Bye Bye - Saint Motel - Move - Skott - Porcelain - Society - Protocol - Sofi Tukker - Johny - Souls - Satisfied - Spring King - Who Are You? - ST feat. Marta Kot - Vera i Nadezhda (WIN) - Systema Solar - Rumbera - Tourist - Run - Two Door Cinema Club - Are We Ready? (Wreck) - Zedd & Grey - Adrenaline - ZHU - Money |

## Ventas
FIFA 17 ha vendido 1.41 millones de copias más que en la entrega anterior.
| Año   | Cantidad            |
| ----- | ------------------- |
| 2016  | 15.740.000 unidades |
| 2017  | 1.650.000 unidades  |
| Total | 17.390.000 unidades |

- Datos al 25 de agosto de 2017.

## Actualizaciones
1.01
- Mejora de la estabilidad del modo Ultimate Team.
- Mejora de la estabilidad en los modos offline.
- Mejora del rendimiento en los modos offline.
- Mejora del rendimiento en los modos en línea.
- Volver a calibrar la frecuencia de las lesiones.
- La actualización de los jugadores en 2D.

1.02
Jugabilidad
- Momento en que la cancelación de un partido, se quedaba estático.
- Momento en que la tanda de penales, debería haber terminado antes.
- Aumento en la tendencia de la CPU, para atacar directamente.
- Problema de los jugadores, al momento de hacer una habilidad con el balón.
- Aumento de las posibilidades de error de los cruces terrestres (triple pulsación).
- Mejoramiento en la física del balón, al momento de pegar al poste, se pierde mucha velocidad.
- La posición de los porteros, en los tiros de esquina.
- Mejoras hechas a los jugadores, al momento de un tiro de esquina.
- Problema cuando un jugador, al momento de controlar el balón, remata a la portería.
- Mejoras tácticas en los tiros de esquina.
- Mejoras en las celebraciones, al momento de elegir una.
- Escenas en donde se lesiona un jugador se pueden saltar.
- Mejora la capacidad de respuesta, en el momento de hacer un tiro.
- Pequeña mejora al momento de que el balón, es enviado por alto.

Clubes PRO
- El aumento de la experiencia requerida, para las calificaciones totales más altas en los clubes Pro.
- Se ha resuelto un problema, por el que los rasgos faciales personalizadas de un jugador, no se muestran correctamente en el juego.

Ultimate Team
- Dificultad para un solo jugador de FUT por defecto, ya no la configuración de la CPU.
- Se ha resuelto un problema por el que el jugador, se ve obligado a sustituir a un jugador lesionado, en partidas en línea FUT.
- Se ha corregido el tiro y cruce en las tácticas personalizadas.

Modo Carrera
- Se ha corregido el momento en que el CPU, deja en la banca de suplentes a jugadores estrellas.

Visuales
- Marcadores oficiales de la Premier League.
- Actualización en los escudos, indumentaria, nombre, pancartas y banderas de los equipos Vélez Sarsfield y Tigre de Argentina.
- El portero ahora celebra correctamente, después de parar un penal.
- Se ha resuelto un problema por el que el kit seleccionado, no es el que se utiliza en el juego.
- El tiempo de demora entre el juego de habilidad y el partido.
- Problema al exhalar de los jugadores, cuando el clima es invernal.

1.03
Ultimate Team
- Correcciones generales de estabilidad en FIFA Ultimate Team.
- Mejoras para reducir el tamaño general de actualización de título.
- Mejora de la estabilidad para los jugadores de EA Access.

1.04
Jugabilidad
- Se ha ajustado la posición de la línea defensiva para tácticas de baja presión.
- Se ha corregido un problema en el que se hacía un pase sin presionar el botón.

Visuales
- Mejorada la selección de cámara para las repeticiones de gol a cámara lenta.
- Corregido EATV buffering.
- Se ha corregido el balance del audio de los comentaristas franceses.
- Idioma del comentarista de la jugabilidad para El Camino (The Journey) ahora lleva por defecto el idioma seleccionado en los Ajustes del Juego.

Modo Carrera
- Se ha corregido un problema en el que los salarios semanales actuales de la pestaña de presupuesto no reflejan adecuadamente los salarios reales semanales.

Ultimate Team
- Ahora se muestra la equipación correcta del jugador en la pantalla de selección de esta.
- Los jugadores no serán capaces de establecer posiciones de jugadores personalizadas en la Gestión de Equipo durante el partido.
- Se ha corregido un problema en los Desafíos de Creación de Plantilla (Squad Building Challenges) en el que al intercambia un jugador de mayor valoración con un jugador de valoración más baja resultaba en que la valoración general de la plantilla subiese.
- Eliminada fecha de creación del equipo, nombre de plantilla, estrellas y si es fundador FUT de nuestro rival en la pantalla de enfrentamiento de FUT Champions.
- Cambiado el gráfico de barra de latencia para dar más detalle de la calidad de la conexión (5 barras, antes 3).

1.05
- Corregido un caso donde una sustitución resultaba en una desconexión.
- Correcciones de estabilidad general en FIFA Ultimate Team y otros modos de juego en línea.

1.06
- Se añadió una opción para ordenar a los jugadores de mayor a menor y viceversa según su valor de venta rápida.
- Se eliminó el nombre del club del rival y su escudo de la pantalla de la previa del partido.

Visuales
- Se actualizaron más de 1200 imágenes de jugadores en 2D.
- Se actualizó el emblema de campeón de la Copa Mundial de Clubes de la FIFA, que ahora aparece en la equipación local, visitante, alternativa y de portero del actual campeón, Real Madrid. A su vez se remueve el emblema de campeón de la Copa Mundial de Clubes de la FIFA en la equipación local, visitante, alternativa y de portero del FC Barcelona.